# Побігун Ігор Михайлович
І́гор Миха́йлович Побігу́н (25 травня 1990, м. Чортків — 17 квітня 2023, с. Павлівка, Донецька область) — український військовослужбовець, молодший сержант 68 ОЄБр Збройних сил України, учасник російсько-української війни. Кавалер ордена «За мужність» III ступеня (2023, посмертно), почесний громадянин міста Чорткова (2023, посмертно).

## Життєпис
Ігор Побігун народився 25 травня 1990 року в місті Чортків Тернопільської області.
Навчався в Чортківській загальноосвітній школі № 5. Протягом 2008—2009 років проходив строкову службу в артилерійських військах. Працював в охоронному агентстві.
У 2014 році брав участь у бойових діях у зоні АТО.
Під час повномасштабного російського вторгнення служив у 44-й артилерійській бригаді, з якою воював у районі Житомирської траси, Чорнобильської зони; Запорізькій та Донецькій областях. Згодом переведений на посаду стрільця-санітара єгерського батальйону 68-ї окремої єгерської бригади. Загинув 17 квітня 2023 року в районі села Павлівка (Донецька область) внаслідок мінно-вибухової травми.
Похований на Алеї Героїв Ягільницького кладовища м. Чорткова.
Залишилися батьки та сестра.

## Нагороди
- орден «За мужність» III ступеня (24 серпня 2023, посмертно) — за особисту мужність, виявлену у захисті державного суверенітету та територіальної цілісності України, самовіддане виконання військового обов'язку[1];
- почесний громадянин міста Чорткова (27 червня 2023, посмертно) — за вірність військовій присязі, особисту мужність, самовідданість та героїзм, виявлені під час виконання бойових завдань по захисту України, а також вагомий особистий внесок у забезпеченні суверенітету і територіальної цілісності України[2].